# Palais d'Ambohitsorohitra
Le palais d'Ambohitsorohitra est un palais présidentiel situé dans la capitale de Madagascar, Antananarivo. Il n'a qu'un rôle symbolique et n'est pas une résidence du président.

## Historique

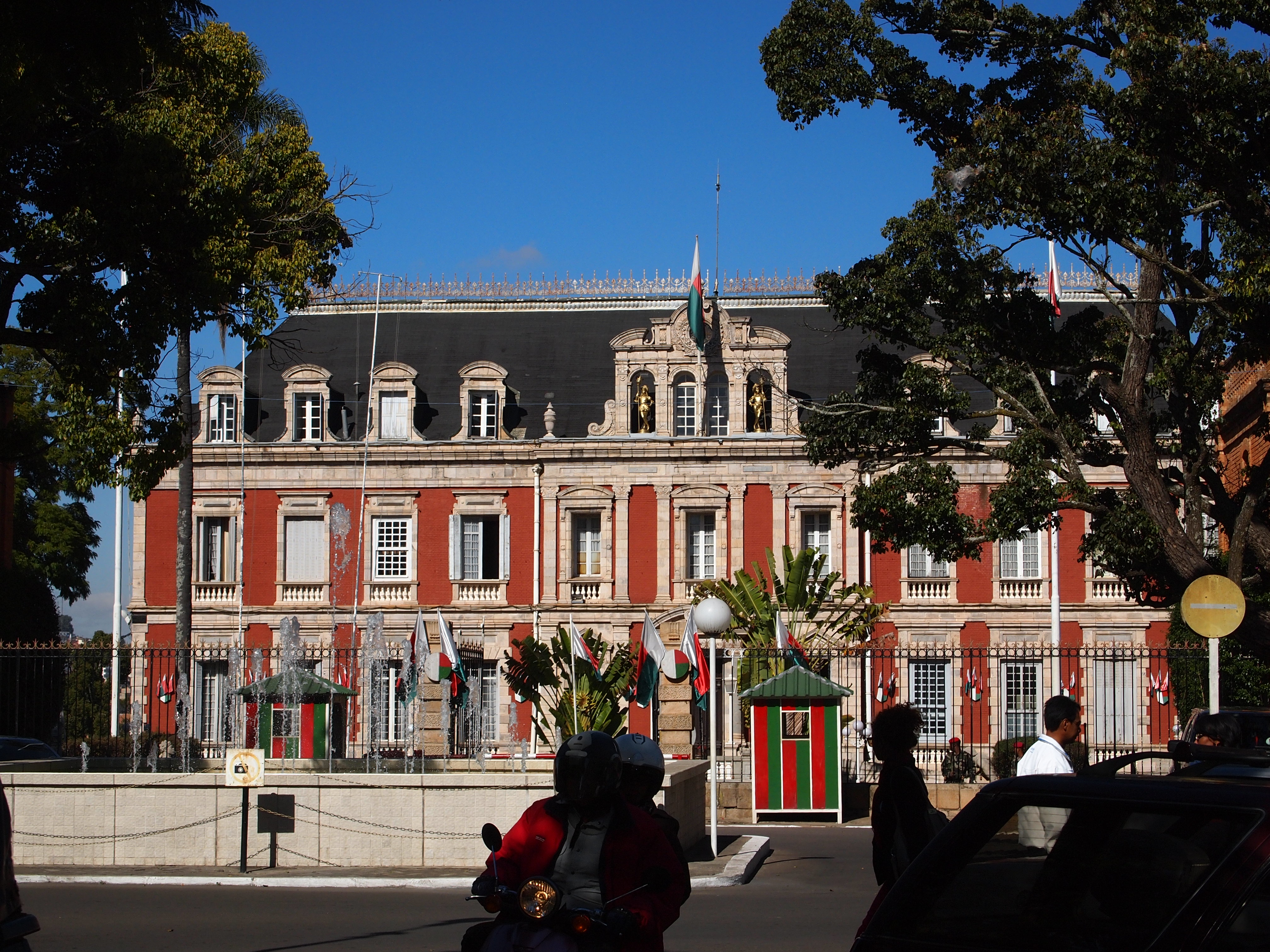
Détail du palais présidentiel à Antananarivo.

Le palais d'Ambohitsorohitra a été bâti de 1890 à 1892 pour devenir la Résidence de France, abritant le logement de fonction et les bureaux du Gouverneur français. Le palais était le premier grand bâtiment civil de pierre et de briques à Antananarivo, si l'on excepte les palais de la Reine et du Premier Ministre. Construit en trois ans dans le style renaissance par Jully, architecte du gouvernement français, il fut inauguré le 14 juillet 1892.
En 1975, le président Didier Ratsiraka a fait construire un palais plus grand à Iavoloha, à 15 km au sud de la capitale. Toutefois, le palais d'Ambohitsorohitra est resté rattaché à la présidence.
En 2007, le président Marc Ravalomanana a pris la décision de construire une extension dans un style inspiré par les « rovas », palais traditionnels de la monarchie Mérina. Ce nouveau bâtiment devait abriter les bureaux de la présidence, une salle de vidéo conférence ainsi que les archives de l’histoire de Madagascar. Toutefois, à la suite de la crise politique de 2009, cette nouvelle aile est restée inachevée à ce jour.

## Événements politiques
Lors d'un coup d'État entre Marc Ravalomanana et Andry Rajoelina le 16 mars 2009, les militaires ont pris le palais,. Ils menacèrent de le prendre à nouveau lors du coup d'État raté de novembre 2010.